# Янко Гавраилов
Янко Васил Гавраилов е български духовник и революционер, деец на Вътрешната македоно-одринска революционна организация.

## Биография
Роден е в пашмаклийското село Райково, тогава в Османската империя, днес квартал на Смолян. Произхожда от свещеническата фамилия Попгавраилови и е син на свещеник Васил Гавраилов. Янко Гавраилов служи в църквите „Света Неделя“ и „Свети Теодор Стратилат“, в Дунево, в село Арда и в село Еникьой.
Още млад развива революционна дейност. Поддържа връзка с революционери от Райково, Дунево, Левочево и Чокманово. Организатор е тайни срещи и укрива революционери. Заподозрян от властите, Гавраилов е принуден да се укрива. При опит за арестуването му се укрива в Дуневската пещера, където загива.